# Бичхорн
Бичхо́рн (нем. Bietschhorn) — гора в Бернских Альпах, Швейцария, недалеко от Алечхорна. (Ранее в долине Лёченталь (нем. Lötschental) эта вершина также была известна под названием Нестхорн (нем. Nesthorn); но в настоящее время название Нестхорн носит вершина высотой 3 822 м. в группе Алечхорна в южной части Лёченталя.)
Её высота — 3 934 метров над уровнем моря. Северо-восточный и южный склоны Бичхорна входят (в составе региона Юнгфрау-Алеч-Бичхорн) в Список объектов Всемирного наследия ЮНЕСКО.

## Географическое положение
Бичхорн замыкает с юга долину Лёченталь и с севера — долины Бичталь (нем. Bietschtal) и Бальчидерталь (нем. Baltschiedertal).
С северного склона Бичхорна в долину Лёченталь спускается ледник Нестглетчер (нем. Nestgletscher).

## Альпинизм
Большинство восхождений на Бичхорн совершаются либо через альпийский приют Бичхорнхютте (нем. Bietschhornhütte), либо через Бальчидерклаузе (нем. Baltscheiderklause).
Первое успешное восхождение на вершину Бичхорна было совершено 13 августа 1859 года англичанином Стивеном Лесли (англ. Stephen Leslie) с группой местных горных проводников в составе Антона Зигена (нем. Anton Siegen), Иоганна Зигена (нем. Johann Siegen) и Иосифа Эбенера (нем. Joseph Ebener). Описание этого восхождения было опубликовано в книге Стивена Лесли «The Playground of Europe» (1871).